# Felix Cassel
Felix Maximilian Schoenbrunn Cassel, 1er baronnet, (16 septembre 1869 - 22 février 1953) est un avocat et homme politique britannique d'origine allemande qui est juge-avocat général, l'avocat civil principal du War Office (et plus tard également le ministère de l'Air) responsable de l'administration des cours martiales, de 1915 à 1934.

## Biographie
Cassel est né dans une famille juive à Cologne, en Allemagne. Il est le fils de Louis Schoenbrunn Cassel et le neveu du philanthrope Ernest Cassel. Il fait ses études à la Elstree School et à la Harrow School (1883–1888) et remporte une bourse au Corpus Christi College d'Oxford, où il obtient les premiers dans les mods classiques en 1891 et la jurisprudence en 1892.
Il est admis au barreau de Lincoln's Inn en 1894 et devient conseiller de la reine en 1906, exerçant à la chancellerie. Il devient conseiller du Lincoln's Inn en 1912 et trésorier en 1935.
En 1907, il est élu au Conseil du comté de Londres en tant que membre du Parti de la réforme municipale pour West St Pancras , servant jusqu'en 1910. Il est battu à Hackney Central lors des élections générales de janvier 1910. Aux élections générales de décembre 1910, il est élu à la Chambre des communes en tant que député conservateur de St Pancras West, siège qu'il occupe jusqu'en octobre 1916, date à laquelle il démissionne.
En 1914, il est nommé dans le 19th (County of London) Battalion (St Pancras), London Regiment, et sert en France jusqu'en août 1915, date à laquelle il est rappelé à Londres pour assister le Judge Advocate-General. Il est promu au grade provisoire de capitaine le 21 juin 1915. En octobre 1915, il est lui-même nommé juge-avocat général, malgré l'opposition de certains députés, inquiets de ses origines allemandes. Il démissionne de sa commission le 7 octobre 1916.
Cassel est créé baronnet lors des honneurs du Nouvel An de 1920. Le 8 juin 1937, il prête serment au Conseil privé.
Il préside le comité du Board of Trade sur l'assurance obligatoire de 1935 à 1937. Il est nommé membre honoraire du Corpus Christi College d'Oxford en 1942 et membre du Council of Legal Education à partir de 1943. Il participe à l'œuvre philanthropique de sa famille en présidant le Cassel Educational Trust et le comité de gestion de l'Hôpital de Cassel. Il est également membre du conseil du King Edward VII Sanatorium à Midhurst, Sussex. Il est maître de la Worshipful Company of Musicians de 1939 à 1944. Il dote trois bourses annuelles Cassel à Lincoln's Inn. Il est juge de paix pour le Hertfordshire et haut shérif du Hertfordshire en 1942-1943.
Le 18 novembre 1908, il épouse Helen Grimston, fille du comte de Verulam, décédée en 1947. Ils ont trois fils et deux filles, dont l'une, Joséphine, épouse le physiologiste et alpiniste Griffith Pugh en 1939. Le domaine de Cassel est à Potteridge Bury, près de Luton. Il meurt à l'hôpital de Midhurst le 22 février 1953 à l'âge de 83 ans et est remplacé comme baronnet par son fils, Francis (1912-1969).